# HK Kasachmys Satpajew
Der HK Kasachmys Satpajew (russisch ХК Казахмыс Сатпаев) war ein  Eishockeyverein aus dem kasachischen Sätbajew. Der Verein wurde 2002 gegründet und nahm bis 2011 an der Kasachischen Meisterschaft teil. Von Beginn der Saison 2003/04 bis zum Sommer 2008 spielte die Mannschaft zusätzlich, als eine von vier nicht-russischen Mannschaften, in der Wysschaja Liga, der zweithöchsten russischen Spielklasse.
Als Sponsor fungierte das kasachische Bergbauunternehmen Kazakhmys mit Sitz im britischen London.

## Geschichte
Der im zentralkasachischen Sätbajew ansässige Klub wurde 2002 in Qaraghandy gegründet und spielte zunächst in der dritthöchsten russischen Spielklasse unter dem Namen Kasachmys Karaganda. Gleich im ersten Jahr gelang der Aufstieg in die Wysschaja Liga. Den größten Erfolg feierte die Mannschaft jedoch in Kasachstan mit dem Gewinn des Doubles in der Saison 2005/06. Im Sommer 2006 zog das Team nach Sätbajew um und wiederholte in der Spielzeit 2006/07 den Pokalsieg aus dem Vorjahr.
Durch die nationalen Erfolge nahm der Klub in den Jahren 2003/04 und 2006/07 am IIHF Continental Cup teil, scheiterte aber einmal in der ersten und einmal in der dritten Runde.
Die zweite Mannschaft spielte bis Januar 2008 in der Perwaja Liga und war zudem berechtigt, an der Kasachischen Meisterschaft teilzunehmen.
2011 stellte der Verein den Spielbetrieb ein.

## Erfolge
- Kasachischer Meister: 2006
- Kasachischer Pokalsieger: 2006, 2007